# Mordelles
Mordelles (bretonisch: Morzhell) ist eine französische Stadt mit 7831 Einwohnern (Stand: 1. Januar 2022) im Département Ille-et-Vilaine in der Region Bretagne; sie gehört zum Arrondissement Rennes und zum Kanton Le Rheu.
Die Einwohner werden Mordelais(es) genannt.

## Geographie
Der Fluss Meu, in den am westlichen Stadtrand der Nebenfluss Vaunoise einmündet, begrenzt die Gemeinde im Süden.
Durch die Gemeinde führt die Route nationale 24.

### Nachbargemeinden
Umgeben ist Mordelles von den Nachbargemeinden La Chapelle-Thouarault und L’Hermitage im Norden, Le Rheu im Nordosten, Chavagne im Osten, Goven im Südosten, Bréal-sous-Montfort im Süden, Talensac im Westen und Cintré im Nordwesten.

## Bevölkerungsentwicklung
| Jahr      | 1962 | 1968 | 1975 | 1982 | 1990 | 1999 | 2006 | 2011 |
| Einwohner | 2268 | 2921 | 3869 | 5149 | 5362 | 5901 | 6628 | 7230 |

## Sehenswürdigkeiten

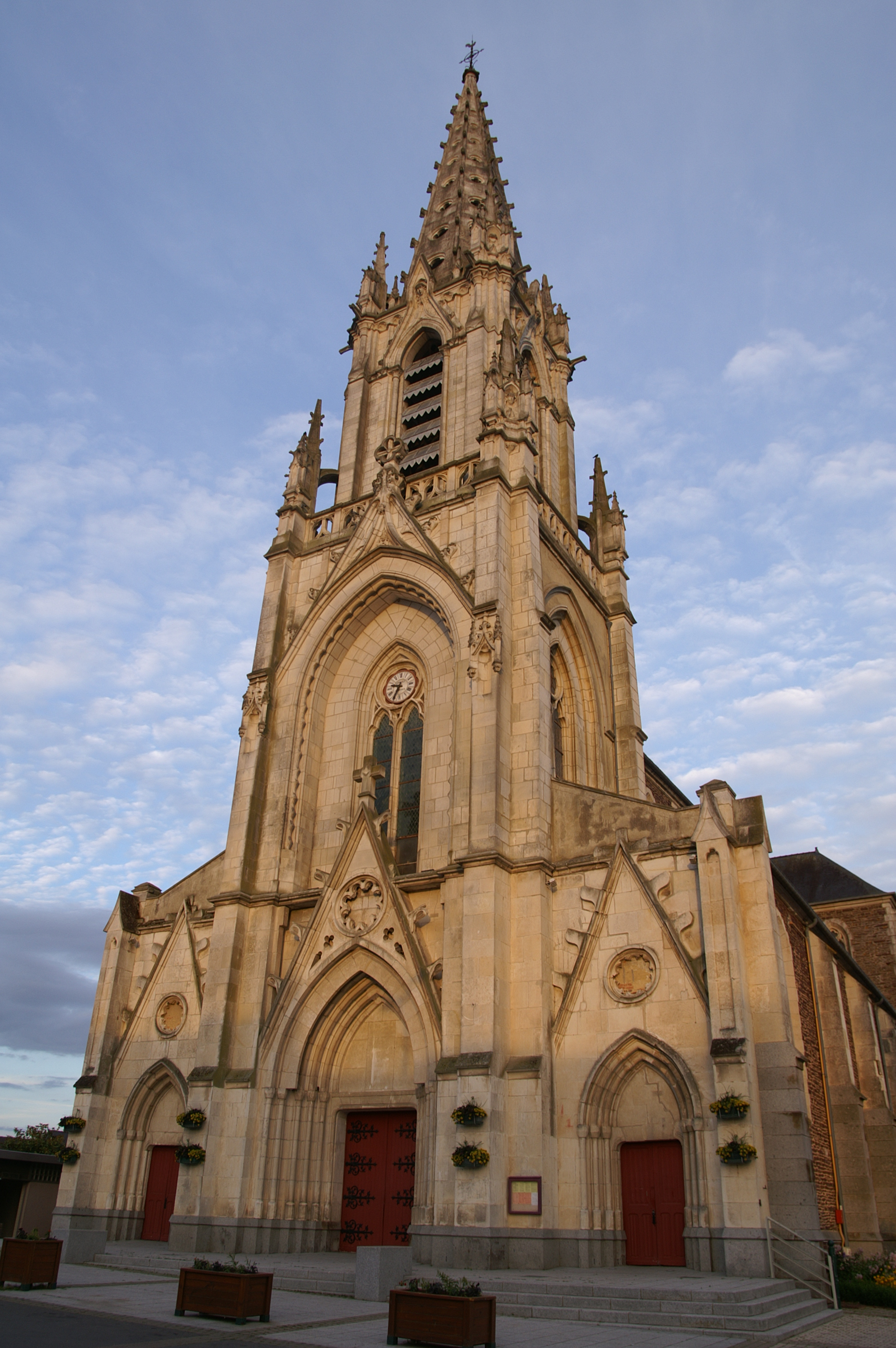
Kirche Saint-Pierre

- Kirche Saint-Pierre, errichtet von 1856 bis 1861 (Turm von 1878 bis 1881) im neogotischen Stil an der Stelle der früheren Kirche aus dem 15. Jahrhundert
- Rathaus aus dem 19. Jahrhundert
- Mühle aus dem Jahr 1656
- Château de Beaumont, errichtet am Ende des 17. Jahrhunderts, seit 1995 Monument historique, mit Kapelle (erbaut Ende des 14. Jahrhunderts)
- Château de la Haichois mit Kapelle (17. Jahrhundert), Taubenhaus und englischem Park, teilweise Monument historique seit 2007
- Château de la Ville-du-Bois aus dem 14. Jahrhundert
- Château d’Artois (erbaut im 17. Jahrhundert) mit Orangerie (Ende des 18. Jahrhunderts)
- Château de la Haute-Forêt, erbaut 1857

## Persönlichkeiten
- Jeanne Coroller-Danio (1892–1944), Schriftstellerin und bretonische Untergrundkämpferin
- Raffig Tullou (1909–1990), Bildhauer